# Triumph Trident 660
Die Trident 660 ist ein Motorrad, das seit 2021 gebaut wird; Hersteller ist Triumph Motorcycles. Mit den älteren, ähnlich benannten Motorrädern wie der Trident 750 und der Trident 900 hat das Modell keine Ähnlichkeit. Neben der Standardausführung gibt es eine Variante mit 35-kW-Motor für Deutschland beziehungsweise die Führerscheinklasse A2. 

## Design und Farben
| Jahr | Farben                        |
| ---- | ----------------------------- |
| 2022 | Crystal White                 |
| 2022 | Sapphire Black                |
| 2022 | Matt Jet Black and Silver Ice |
| 2022 | Silver Ice Diablo Red         |